# Distrito electoral de Oranjemund
Oranjemund es un distrito electoral en la región de Karas de Namibia. Su población es de 5451 habitantes. Contiene a la ciudad principal de Oranjemund, por la cual el distrito recibe su nombre.
- Datos: Q1506327